# Du lịch Thái Lan

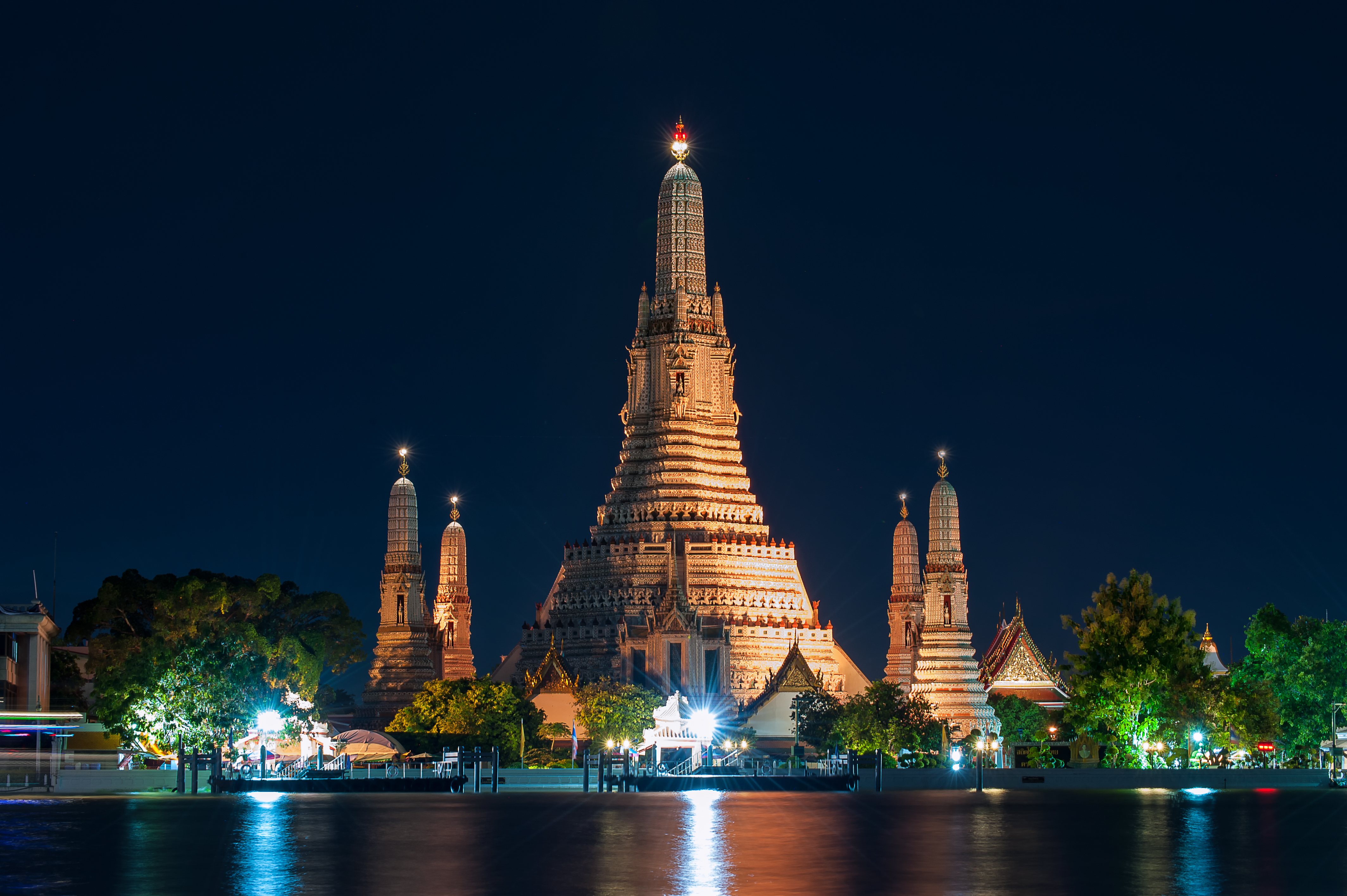
Wat Arun, Bangkok là một trong những địa danh nổi tiếng nhất của Thái Lan.

Số lượng khách du lịch quốc tế

Du lịch là một trong những ngành kinh tế đóng góp quan trọng cho Vương quốc Thái Lan. Theo ước tính, doanh thu từ du lịch trực tiếp đóng góp vào GDP của Thái Lan từ 1 nghìn tỷ baht (năm 2013) đến 2,53 nghìn tỷ baht (năm 2016), tương đương từ 9% đến 17,7% GDP. Nếu bao gồm cả doanh thu du lịch gián tiếp, tổng số năm 2014 ước tính tương đương 19,3% (2,3 nghìn tỷ baht) GDP của Thái Lan.:1  Mức đóng góp thực tế của du lịch vào GDP thấp hơn những tỷ lệ này vì GDP được đo lường bằng giá trị gia tăng chứ không phải doanh thu. Giá trị gia tăng của ngành du lịch Thái Lan hiện chưa rõ (giá trị gia tăng là doanh thu trừ đi chi phí mua đầu vào). Theo Tổng thư ký Hội đồng Phát triển Kinh tế và Xã hội Quốc gia, chính phủ dự kiến ngành du lịch sẽ chiếm 30% GDP vào năm 2030, tăng từ 20% vào năm 2019.
Du lịch toàn cầu năm 2017 chiếm 10,4% GDP toàn cầu và tạo ra 313 triệu việc làm, tương đương 9,9% tổng số việc làm.:1 Hầu hết các chính phủ đều coi du lịch là một cách kiếm tiền dễ dàng và là con đường tắt dẫn đến phát triển kinh tế. Thành công của du lịch được đo lường bằng số lượng khách du lịch.
Trước đại dịch, Thái Lan là quốc gia được du lịch nhiều thứ tám trên thế giới theo bảng xếp hạng du lịch thế giới do Tổ chức Du lịch Thế giới của Liên hợp quốc lập. Năm 2019, Thái Lan đón 39,8 triệu khách du lịch quốc tế, vượt qua Vương quốc Anh và Đức. Thái Lan cũng là quốc gia có thu nhập từ du lịch quốc tế cao thứ tư thế giới với 60,5 tỷ đô la Mỹ.
Cục Du lịch Thái Lan (TAT), một doanh nghiệp nhà nước thuộc Bộ Du lịch và Thể thao, sử dụng khẩu hiệu "Thái Lan - Kỳ diệu" để quảng bá Thái Lan ra quốc tế. Năm 2015, khẩu hiệu này đã được bổ sung bởi chiến dịch "Khám phá bản sắc Thái".

## Tổng quan

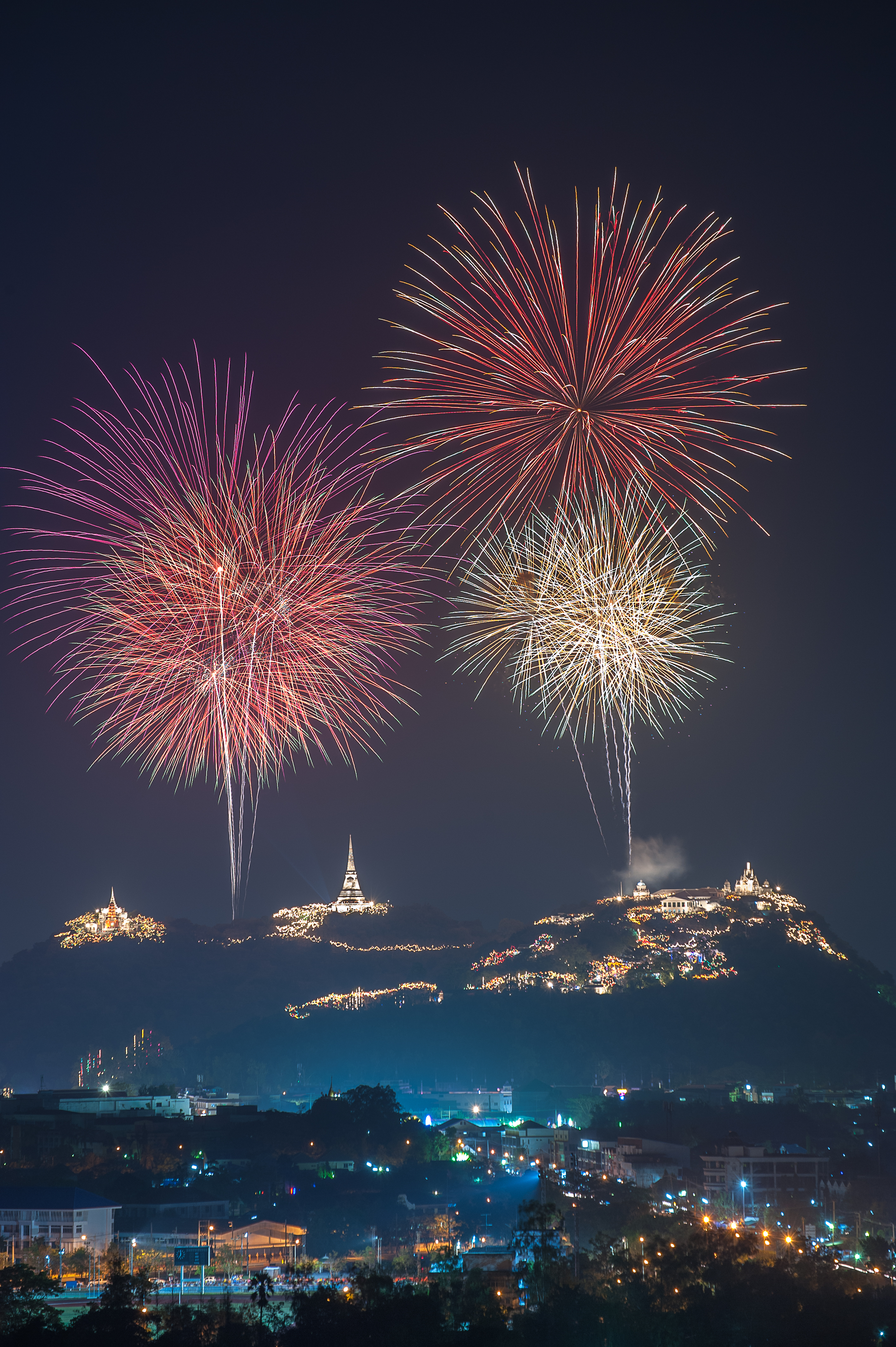
Pháo hoa tại Công viên lịch sử Phra Nakhon Khiri, Phetchaburi

Trong số những lý do khiến du lịch tăng trưởng trong những năm 1960 là tình hình chính trị ổn định và việc phát triển Bangkok thành một trung tâm giao thông hàng không quốc tế. Ngành công nghiệp khách sạn và bán lẻ đều phát triển nhanh chóng do nhu cầu của khách du lịch. Ngành du lịch cũng được thúc đẩy bởi sự hiện diện của lính Mỹ đến Thái Lan để nghỉ ngơi và phục hồi trong Chiến tranh Việt Nam. Trong thời gian này, du lịch quốc tế đang trở thành xu hướng mới khi mức sống tăng lên trên toàn thế giới và việc đi lại trở nên nhanh chóng và đáng tin cậy hơn nhờ việc áp dụng công nghệ mới trong lĩnh vực vận tải hàng không.
Số lượng khách du lịch đến Thái Lan đã tăng từ 336.000 khách du lịch nước ngoài và 54.000 lính Mỹ đến nghỉ ngơi và phục hồi (R&R) vào năm 1967 lên 32,59 triệu khách du lịch nước ngoài vào năm 2016. Tổng cục Du lịch Thái Lan (TAT) tuyên bố rằng ngành du lịch đã thu về 2,52 nghìn tỷ baht (71,4 tỷ USD) vào năm 2016, tăng 11% so với năm 2015. Các quan chức của TAT cho biết ước tính doanh thu của họ, bao gồm cả khách du lịch nước ngoài và trong nước, cho thấy doanh thu du lịch cho cả năm 2017 có thể vượt qua dự báo trước đó là 2,77 nghìn tỷ baht (78,5 tỷ USD).
In 2015, 6.7 million people arrived from ASEAN countries and the number is expected to grow to 8.3 million in 2016, generating 245 billion baht. The largest numbers of Western tourists came from Russia (6.5%), the UK (3.7%), Australia (3.4%) and the US (3.1%). Around 60% of Thailand's tourists are return visitors.
Năm 2014, có 4,6 triệu du khách Trung Quốc đến Thái Lan. Năm 2015, du khách Trung Quốc chiếm 7,9 triệu hoặc 27% tổng số lượng khách du lịch quốc tế, đạt 29,8 triệu; 8,75 triệu du khách Trung Quốc đã đến thăm Thái Lan vào năm 2016. Năm 2017, 27% khách du lịch đến Thái Lan đến từ Trung Quốc. Thái Lan phụ thuộc rất nhiều vào khách du lịch Trung Quốc để đạt được mục tiêu doanh thu du lịch là 2,2 nghìn tỷ baht vào năm 2015 và 2,3 nghìn tỷ baht vào năm 2016. Tuy nhiên, vào năm 2020, có thông tin cho rằng khách du lịch Trung Quốc hiện xếp Thái Lan là điểm đến du lịch nước ngoài phổ biến thứ ba, trước đây là điểm đến hàng đầu.
Ước tính rằng một khách du lịch Trung Quốc trung bình ở lại Thái Lan trong một tuần và chi tiêu 30.000-40.000 baht (1.000-1.300 USD) cho mỗi người, cho mỗi chuyến đi. Một khách du lịch Trung Quốc trung bình chi 6.400 baht (180 USD) mỗi ngày, nhiều hơn so với mức chi tiêu trung bình 5.690 baht (160 USD) của khách du lịch trung bình. Theo Tổng cục Du lịch Thái Lan, số lượng khách du lịch Trung Quốc đã tăng 93% trong quý đầu tiên năm 2013, mức tăng được cho là do sự phổ biến của bộ phim Trung Quốc "Lost in Thailand" được quay tại tỉnh Chiang Mai ở phía bắc Thái Lan. Các phương tiện truyền thông Trung Quốc tuyên bố rằng Thái Lan đã vượt qua Hồng Kông trở thành điểm đến hàng đầu cho du khách Trung Quốc trong kỳ nghỉ lễ Lao động 1/5 năm 2013. In 2013, the Chinese National Tourism Administration published A Guide to Civilized Tourism which has specific statements regarding how to act as a tourist in Thailand.
Năm 2013, Tổng cục Du lịch Quốc gia Trung Quốc đã công bố "Hướng dẫn du lịch văn minh", trong đó có những quy định cụ thể về cách cư xử khi đi du lịch ở Thái Lan.
Tổng cục Du lịch Thái Lan ước tính có 1,9 triệu khách du lịch Ấn Độ đến thăm Thái Lan vào năm 2019, tăng 22% so với năm 2018, mang lại doanh thu 84 tỷ baht, tăng 27%. Để phục vụ du khách nước ngoài, chính phủ Thái Lan đã thành lập một lực lượng cảnh sát du lịch riêng biệt với các văn phòng tại các khu du lịch chính và có số điện thoại khẩn cấp trung tâm riêng.
Kể từ khi mở cửa biên giới Việt Nam, Campuchia và Lào vào cuối những năm 1900, sự cạnh tranh đã tăng lên vì Thái Lan không còn độc quyền về du lịch ở Đông Nam Á.  Các điểm đến như Angkor Wat, Luang Prabang và Vịnh Hạ Long hiện đang cạnh tranh với vị thế độc quyền trước đây của Thái Lan trong khu vực Đông Dương. Để chống lại điều này, Thái Lan đang nhắm mục tiêu vào các thị trường ngách như du lịch golf, du lịch kết hợp với điều trị y tế hoặc tham quan các cơ sở quân sự. Thái Lan cũng có kế hoạch trở thành trung tâm du lịch Phật giáo trong khu vực.

### Xếp hạng quốc tế
Năm 2008, Pattaya đứng thứ 23 với 4.406.300 khách tham quan, Phuket đứng thứ 31 với 3.344.700 khách tham quan và Chiang Mai đứng thứ 78 với 1.604.600 khách tham quan.
Trong một danh sách được Instagram công bố năm 2012, xác định 10 địa điểm được chụp ảnh nhiều nhất trên toàn thế giới, Sân bay Suvarnabhumi và Trung tâm thương mại Siam Paragon lần lượt đứng ở vị trí thứ nhất và thứ hai, phổ biến hơn Quảng trường Thời đại ở New York City hoặc Tháp Eiffel ở Paris.
Năm 2013, Thái Lan đứng thứ 10 trong bảng xếp hạng các điểm đến du lịch hàng đầu thế giới với 26,5 triệu lượt khách quốc tế.:6
Trong Chỉ số Điểm đến Thành phố Toàn cầu của MasterCard năm 2014 và 2015, Bangkok xếp thứ hai trong số 20 thành phố được ghé thăm nhiều nhất thế giới, chỉ sau London. Báo cáo Các quốc gia tốt nhất năm 2017 của U.S. News xếp hạng Thái Lan ở vị trí thứ 4 trên toàn cầu về giá trị phiêu lưu và thứ 7 về di sản văn hóa.
Báo cáo Cạnh tranh Du lịch và Lữ hành 2015 do Diễn đàn Kinh tế Thế giới công bố xếp hạng Thái Lan ở vị trí thứ 35 trong số 141 quốc gia. Trong số các tiêu chí được sử dụng để đưa ra bảng xếp hạng, Thái Lan đạt điểm cao về "Tài nguyên thiên nhiên" (vị trí thứ 16 trong số 141 quốc gia) và "Cơ sở hạ tầng dịch vụ du lịch" (vị trí thứ 21 trong số 141 quốc gia), nhưng điểm thấp về "Tính bền vững môi trường" (vị trí thứ 116 trong số 141 quốc gia) và "An toàn và bảo mật" (vị trí thứ 132 trong số 141 quốc gia).
Năm 2016, Bangkok đứng thứ 1 trong danh sách "Điểm đến thành phố hàng đầu" của Euromonitor International, vượt qua London và New York với 21 triệu khách tham quan.
Năm 2019, Bangkok xếp thứ 1 trong danh sách "Chỉ số Điểm đến Thành phố Toàn cầu 2019" của Mastercard, vượt qua Paris và London với 22,78 triệu khách tham quan. Phuket đứng thứ 14 với 9,89 triệu khách tham quan và Pattaya thứ 15 với 9,44 triệu khách tham quan.
Chỉ số Thành phố Điểm đến Toàn cầu 2019
- Phuket xếp thứ 14 với 9,89 triệu du khách
- Pattaya xếp thứ 15 với 9,44 triệu du khách
- Chiang Mai với 6,38 triệu lượt khách [39]

### Tác động của tình trạng bất ổn chính trị
Vào đầu năm 2014, ngành du lịch Thái Lan đã bị ảnh hưởng do bất ổn chính trị nổ ra vào tháng 10 năm 2013. Việc đóng cửa các văn phòng chính phủ ở Bangkok vào ngày 13 tháng 1 năm 2014 bởi các cuộc biểu tình chống chính phủ đã khiến một số khách du lịch tránh đến thủ đô Thái Lan. Tổng cục Du lịch Thái Lan (TAT) ước tính rằng số lượng khách đến có thể giảm khoảng 5% trong quý đầu tiên năm 2014, với tổng số lượng khách đến giảm 260.000 so với dự báo ban đầu là 29,86 triệu. Doanh thu du lịch cũng dự kiến giảm nhẹ từ 1,44 nghìn tỷ baht.
Số lượng khách du lịch đến Thái Lan trong năm 2014 là 24,7 triệu, giảm 6,6% so với năm 2013. Doanh thu từ du lịch đạt 1,13 nghìn tỷ baht, giảm 5,8% so với năm trước. Bộ trưởng Du lịch và Thể thao Thái Lan Kobkarn Wattanavarangkul cho rằng sự sụt giảm này là do khủng hoảng chính trị trong nửa đầu năm 2014, khiến nhiều khách du lịch tiềm năng không dám đến Thái Lan. Các quan chức du lịch cũng chỉ ra sự sụt giảm mạnh về giá trị của đồng rúp Nga, điều này đã gây tổn hại cho nền kinh tế của các điểm đến nổi tiếng của Nga như Phuket và Pattaya.
Đầu tháng 4/2015, Thái Lan đã bãi bỏ tình trạng thiết quân luật và thay thế bằng Điều 44 của hiến pháp lâm thời, trao quyền lực không giới hạn cho thủ tướng. Từ "thiết quân luật" là một từ độc hại đối với các nền dân chủ nước ngoài, nhưng đối với du lịch, nó thậm chí còn độc hại hơn đối với các nhà cung cấp bảo hiểm du lịch nước ngoài, những người từ chối cung cấp bảo hiểm cho những người đến thăm các quốc gia đang trong tình trạng thiết quân luật. Ngành du lịch đã phục hồi nhanh chóng sau khi bãi bỏ tình trạng thiết quân luật. Phó Thủ tướng Pridiyathorn Devakula cho biết lượng khách du lịch chi tiêu cao từ châu Âu và Mỹ dự kiến sẽ tăng lên.

## Thống kê

### Khách du lịch nước ngoài đến Thái Lan
| Quốc gia hoặc lãnh thổ | 8/2023     | 2022       | 2021    | 2020      | 2019       | 2018       | 2017       | 2016       | 2015       | 2014       | 2013       | 2012       |
| ---------------------- | ---------- | ---------- | ------- | --------- | ---------- | ---------- | ---------- | ---------- | ---------- | ---------- | ---------- | ---------- |
| Malaysia               | 2,914,470  | 1,948,549  | 5,511   | 619,623   | 4,265,574  | 4,020,526  | 3,494,488  | 3,494,890  | 3,418,855  | 2,613,418  | 3,041,097  | 2,554,397  |
| Trung Quốc             | 2,208,576  | 273,567    | 13,043  | 1,251,498 | 10,997,338 | 10,535,241 | 9,806,260  | 8,757,646  | 7,936,795  | 4,636,298  | 4,637,335  | 2,786,860  |
| Hàn Quốc               | 1,059,851  | 538,766    | 12,077  | 262,017   | 1,890,973  | 1,796,426  | 1,709,265  | 1,464,200  | 1,373,045  | 1,122,566  | 1,295,342  | 1,163,619  |
| Ấn Độ                  | 1,020,200  | 997,913    | 6,544   | 263,659   | 1,996,842  | 1,598,346  | 1,415,197  | 1,194,508  | 1,069,422  | 932,603    | 1,050,889  | 1,013,308  |
| Nga                    | 923,113    | 435,008    | 30,759  | 590,151   | 1,483,337  | 1,472,789  | 1,346,338  | 1,090,083  | 884,136    | 1,606,430  | 1,746,565  | 1,316,564  |
| Việt Nam               | 744,766    | 468,393    | 1,794   | 132,127   | 1,048,181  | 1,028,150  | 935,179    | 830,220    | 751,162    | 559,415    | 725,057    | 618,670    |
| Singapore              | 623,497    | 614,627    | 5,931   | 126,771   | 1,059,484  | 1,069,867  | 1,032,647  | 967,550    | 938,385    | 844,133    | 955,468    | 831,215    |
| Hoa Kỳ                 | 590,211    | 453,678    | 37,880  | 212,669   | 1,165,950  | 1,122,270  | 1,056,423  | 975,643    | 867,505    | 763,520    | 823,486    | 768,638    |
| Lào                    | 575,699    | 502,124    | 733     | 380,207   | 1,854,792  | 1,664,630  | 1,682,087  | 1,388,020  | 1,220,522  | 1,053,983  | 976,639    | 975,999    |
| Hong Kong              | 554,704    | 162,240    | 1,657   | 124,518   | 1,045,361  | 1,015,749  | 821,064    | 751,264    | 669,617    | 483,131    | 588,335    | 473,666    |
| United Kingdom         | 519,500    | 444,432    | 38,663  | 223,087   | 992,574    | 986,854    | 994,755    | 1,004,345  | 947,568    | 907,877    | 905,024    | 873,053    |
| Nhật Bản               | 495,052    | 290,146    | 9,461   | 322,677   | 1,806,438  | 1,656,101  | 1,544,442  | 1,439,510  | 1,381,702  | 1,267,886  | 1,536,425  | 1,373,716  |
| Indonesia              | 478,286    | 235,632    | 2,577   | 99,530    | 710,494    | 644,709    | 576,110    | 534,797    | 469,125    | 497,592    | 594,251    | 447,820    |
| Đài Loan               | 459,072    | 94,834     | 1,675   | 117,511   | 790,039    | 687,748    | 573,077    | 522,273    | 552,699    | 394,149    | 502,176    | 394,225    |
| Đức                    | 441,703    | 365,030    | 45,874  | 231,782   | 852,481    | 886,523    | 850,139    | 837,885    | 761,819    | 715,240    | 737,658    | 682,419    |
| Australia              | 434,918    | 336,688    | 9,577   | 123,827   | 767,291    | 801,203    | 817,218    | 796,370    | 807,450    | 831,854    | 900,460    | 930,241    |
| Campuchia              | 380,926    | 379,665    | 4,914   | 165,027   | 910,696    | 948,824    | 840,871    | 674,975    | 537,950    | 550,339    | 481,595    | 423,642    |
| Pháp                   | 361,983    | 268,587    | 23,461  | 237,317   | 745,346    | 749,556    | 740,190    | 738,878    | 681,114    | 635,073    | 611,582    | 576,106    |
| Philippines            | 293,687    | 178,021    | 4,078   | 72,762    | 506,430    | 432,237    | 381,252    | 339,150    | 310,968    | 304,813    | 321,571    | 289,566    |
| Myanmar                | 247,180    | 193,778    | 7,256   | 55,279    | 378,232    | 368,188    | 365,606    | 341,626    | 259,678    | 206,794    | 172,383    | 129,385    |
| Israel                 | 159,263    | 146,293    | 14,038  | 29,444    | 195,856    | 188,788    | 173,673    | 161,579    | 141,031    | 138,778    | 134,874    | 129,551    |
| Hà Lan                 | 152,377    | 116,354    | 8,539   | 52,402    | 241,608    | 236,265    | 222,409    | 235,762    | 221,619    | 211,524    | 218,765    | 208,122    |
| Canada                 | 136,127    | 90,608     | 6,440   | 58,499    | 273,214    | 276,094    | 258,494    | 244,869    | 227,601    | 211,059    | 229,897    | 219,354    |
| Ý                      | 120,779    | 85,254     | 5,322   | 60,602    | 272,374    | 279,905    | 264,524    | 265,597    | 246,094    | 219,875    | 207,192    | 200,703    |
| Saudi Arabia           | 115,954    | 96,389     | 467     | 4,227     | 30,006     | 28,337     | 33,531     | 24,834     | 19,168     | 12,860     | 21,452     | 17,084     |
| Thụy Điển              | 109,331    | 97,378     | 17,094  | 111,994   | 287,341    | 311,949    | 323,736    | 332,895    | 321,690    | 324,865    | 341,398    | 364,681    |
| Kazakhstan             | 106,633    |            |         |           |            |            |            |            |            |            |            |            |
| United Arab Emirates   | 95,885     | 65,857     | 4,061   | 7,492     | 130,158    | 128,270    | 137,218    | 130,941    | 124,719    | 117,907    | 123,926    | 113,547    |
| Thụy Sĩ                | 95,366     | 81,180     | 11,429  | 52,361    | 192,130    | 207,471    | 209,528    | 209,057    | 206,480    | 201,271    | 199,923    | 191,147    |
| Tây Ban Nha            | 90,818     | 87,400     | 3,514   | 25,904    | 188,997    | 181,880    | 179,584    | 168,900    | 150,995    | 116,983    | 123,084    | 113,141    |
| Bangladesh             | 89,234     | 81,106     | 1,955   | 21,838    | 136,677    | 129,574    | 121,765    | 100,263    | 107,394    | 88,134     | 82,418     | 72,657     |
| Đan Mạch               | 77,469     | 64,249     | 8,480   | 66,848    | 162,456    | 169,373    | 161,920    | 165,581    | 159,435    | 160,977    | 163,186    | 167,499    |
| Poland                 | 66,435     |            |         |           |            |            |            |            |            |            |            |            |
| Austria                | 56,375     | 42,683     | 5,486   | 36,381    | 111,428    | 116,656    | 104,784    | 100,373    | 97,869     | 100,968    | 106,278    | 94,667     |
| Na Uy                  | 55,460     | 46,521     | 5,763   | 39,778    | 127,992    | 128,841    | 127,850    | 131,039    | 135,382    | 145,207    | 154,049    | 148,796    |
| New Zealand            | 54,433     | 35,900     | 1,151   | 15,709    | 112,680    | 116,726    | 117,962    | 111,595    | 112,411    | 108,081    | 118,395    | 113,871    |
| Bỉ                     | 53,198     | 48,684     | 5,386   | 26,394    | 114,669    | 114,270    | 112,266    | 111,013    | 106,090    | 99,729     | 101,109    | 94,896     |
| Phần Lan               | 46,446     | 38,561     | 6,139   | 59,567    | 128,014    | 140,961    | 140,464    | 134,238    | 134,750    | 142,425    | 141,692    | 154,919    |
| Tổng                   | 17,873,376 | 11,153,026 | 427,869 | 6,725,193 | 39,916,251 | 38,178,194 | 35,591,978 | 32,529,588 | 29,923,185 | 24,809,683 | 26,546,725 | 22,353,903 |

### Thống kê du lịch trong quá khứ
- Tham khảo: số liệu thống kê giai đoạn 1998–2016,[43] 2017[44]–2018.[45]

| Năm                      | Lượt đến   | % thay đổi |
| ------------------------ | ---------- | ---------- |
| 2023 - tháng 1 - tháng 5 | 10,673,490 | [ 46 ]     |
| 2022                     | 11,153,026 | 93.61%     |
| 2021                     | 819,429    | 93.61%     |
| 2020                     | 6,702,396  | 83.21%     |
| 2019                     | 39,797,406 | 4.24%      |
| 2018                     | 38,277,300 | 7.54%      |
| 2017                     | 35,381,210 | 8.57%      |
| 2016                     | 32,588,303 | 8.91%      |
| 2015                     | 29,881,091 | 20.44%     |
| 2014                     | 24,809,683 | 6.54%      |
| 2013                     | 26,546,725 | 18.77%     |
| 2012                     | 22,353,903 | 15.98%     |
| 2011                     | 19,230,470 | 20.67%     |
| 2010                     | 15,936,400 | 12.63%     |
| 2009                     | 14,149,841 | 2.98%      |
| 2008                     | 14,584,220 | 0.83%      |
| 2007                     | 14,464,228 | 4.65%      |
| 2006                     | 13,821,802 | 20.01%     |
| 2005                     | 11,516,936 | n/a        |

Trong bản biện minh cho việc xây dựng nhà máy điện than mới ở tỉnh Krabi (2015), Cơ quan Điện lực Thái Lan (EGAT) giả định rằng đến năm 2032, Thái Lan sẽ đón hơn 100 triệu khách du lịch mỗi năm, 40% trong số đó đến Phuket và các khu vực lân cận như Krabi. Mức tiêu thụ điện trung bình của một khách du lịch cao gấp 4 lần so với người dân địa phương.
Năm 2015, một số phân khúc trong ngành dịch vụ khách sạn của Thái Lan đã có năm tốt nhất trong hơn hai thập kỷ, theo công ty nghiên cứu STR Global. Thái Lan kết thúc năm với tỷ lệ lấp đầy khách sạn tổng thể là 73,4%, tăng 13,6% so với năm 2014, do lượng khách đến gần mức 30 triệu, nhờ nhu cầu từ thị trường Trung Quốc. Tháng 12 năm 2015 là một tháng đặc biệt mạnh mẽ khi tỷ lệ lấp đầy đạt 77,4%, mức cao nhất kể từ năm 1995.
Chính phủ Thái Lan kỳ vọng doanh thu từ khách du lịch nước ngoài sẽ tăng 8,5% lên 1,78 nghìn tỷ baht (49,8 tỷ USD) vào năm 2017. Phó Thủ tướng Thanasak Patimaprakorn cho rằng sự gia tăng này là do triển vọng du lịch toàn cầu cải thiện cũng như việc Thái Lan đầu tư vào cơ sở hạ tầng. Năm 2016, Thái Lan có 32,6 triệu lượt khách đến thăm, tăng gần 9% so với năm 2015. Năm 2017, số lượng khách du lịch đến Thái Lan đã vượt qua 35 triệu. Thanasak kỳ vọng chi tiêu của du khách mỗi ngày sẽ tăng lên 5.200 baht/người vào năm 2017, từ 5.100 baht/người vào năm 2016. Khách du lịch trong nước dự kiến sẽ đóng góp thêm 950 tỷ baht vào doanh thu du lịch trong năm 2017.

## Du lịch tình dục
Kobkarn Wattanavrangkul, người phụ trách ngành du lịch Thái Lan vào năm 2014, đã đưa ra cam kết quyết tâm loại bỏ ngành công nghiệp tình dục tại quốc gia này. Bà Kobkarn đã chia sẻ với Reuters quan điểm của mình: "Chúng tôi mong muốn Thái Lan phát triển một ngành du lịch chất lượng và chúng tôi dấn thân vào việc tiến xa hơn, dẹp bỏ hoàn toàn ngành công nghiệp tình dục." "Du khách đến Thái Lan không phải vì mục đích tình dục mà họ đến đây để trải nghiệm văn hóa độc đáo của chúng tôi." Bà đã đặc biệt chọn Pattaya, nơi có hàng nghìn quán bar, nhà chứa và tiệm mát-xa, làm "dự án thử nghiệm" trong chiến dịch của mình để làm sạch ngành này. Kobkarn đã rời bỏ vị trí bộ trưởng du lịch vào tháng 11 năm 2017.
Vào ngày 21 tháng 2 năm 2017, Thủ tướng Tướng Prayut Chan-o-cha đã tuyên bố rằng ông sẽ ban lệnh cho cảnh sát tiến hành đảm bảo tình hình ngành công nghiệp tình dục tại Pattaya bị chấm dứt. "Tôi không ủng hộ việc kinh doanh mại dâm," Prayut nói..

## Du lịch y tế
Tính đến năm 2019, với 64 bệnh viện được công nhận, Thái Lan hiện là một trong 10 điểm đến du lịch y tế hàng đầu thế giới. Năm 2017, Thái Lan đã ghi nhận 3,3 triệu lượt khách nước ngoài đến tìm kiếm điều trị y tế chuyên khoa. Năm 2018, con số này tăng lên 3,5 triệu. Các trung tâm y tế Thái Lan đang phục vụ ngày càng nhiều du khách y tế Trung Quốc song song với việc tăng trưởng của du lịch Trung Quốc nói chung. Tất cả các con số được chính phủ báo cáo đều phải được xem xét một cách thận trọng theo các tác giả của một nghiên cứu năm 2010. Chính phủ Thái Lan cho biết, vào năm 2006, đã có 1,2 triệu du khách y tế được điều trị tại Thái Lan. Nhưng nghiên cứu năm 2010 đối với năm bệnh viện tư nhân phục vụ hơn 60% du khách y tế nước ngoài đã kết luận rằng có 167.000 du khách y tế ở Thái Lan vào năm 2010, thấp hơn nhiều so với ước tính của chính phủ. Hầu hết đến để phẫu thuật thẩm mỹ (tùy chọn) nhỏ.

## Du lịch ẩm thực
Thống đốc Cơ quan Du lịch Thái Lan (TAT) cho biết cơ quan này đặt mục tiêu tăng thu nhập từ kinh doanh ẩm thực từ 20% tổng thu nhập du lịch dự báo năm 2017 lên 25% năm 2018. Năm 2017, TAT đặt mục tiêu đạt 2,77 nghìn tỷ baht doanh thu du lịch, trong đó 20% dự kiến đến từ ẩm thực. Năm 2018, doanh thu du lịch dự kiến đạt ba nghìn tỷ baht, với ẩm thực chiếm 750 tỷ baht. Chỉ riêng 103.000 người bán hàng rong ở Thái Lan đã tạo ra 270 tỷ baht doanh thu trong năm 2017. Bộ trưởng Bộ Giáo dục Đại học, Khoa học, Nghiên cứu và Đổi mới Suvit Maesincee dự kiến phân khúc ẩm thực đường phố Thái Lan sẽ tăng trưởng từ 6 đến 7% mỗi năm.
TAT, vào đầu năm 2017, đã phê duyệt ngân sách 144 triệu baht để ủy thác cho Michelin Guide đánh giá các nhà hàng ở Thái Lan trong giai đoạn 5 năm 2017-2021. Cẩm nang đầu tiên, Michelin Guide to Bangkok, được phát hành vào ngày 6 tháng 12 năm 2017. Nó đã trao sao Michelin cho 17 nhà hàng ở Bangkok, trong đó có 10 nhà hàng không phục vụ đồ ăn Thái. Cẩm nang cho các thành phố khác sẽ được phát hành sau.
Năm 2016, ẩm thực là lĩnh vực đóng góp lớn thứ tư (20%) vào thu nhập du lịch của Thái Lan, sau lưu trú (29%), vận tải (27%) và mua sắm và quà lưu niệm (24%). TAT ước tính rằng du khách Trung Quốc đã chi 83,3 tỷ baht cho thực phẩm ở Thái Lan vào năm 2016, tiếp theo là du khách Nga với 20,8 tỷ baht, du khách Anh với 18,4 tỷ baht, du khách Malaysia với 16,1 tỷ baht và du khách Mỹ với 13,9 tỷ baht.

## Du lịch cưỡi voi
Du lịch cưỡi voi đã là một điểm thu hút khách du lịch ở Thái Lan trong nhiều thập kỷ. Kể từ khi nghề khai thác gỗ ở Thái Lan bị cấm vào năm 1989, voi đã được đưa vào các trại để biểu diễn cho khách du lịch và cho họ cưỡi. Hầu hết những con voi này trước đây từng làm việc trong ngành khai thác gỗ. Sau khi chính phủ cấm khai thác gỗ, nhiều phu điều khiển voi đã không thể chăm sóc voi của họ và bỏ chúng lại trong tự nhiên. Sau khi du lịch trong nước tăng lên, voi lại có nhu cầu. Sự bùng nổ du lịch đã mang đến cho voi một nơi làm việc và được chăm sóc. Ngày nay, ước tính có từ 3.000 đến 4.000 con voi được thuần hóa trong cả nước.
Tuy nhiên, đã có những lo ngại về phúc lợi của voi. Voi có thể bị thương liên quan đến việc chở khách du lịch hoặc đi bộ đường dài. Cột sống của voi cong và không được tối ưu để mang tải nặng - trọng lượng của hai hoặc nhiều khách du lịch cùng một lúc. Ghế hoặc băng ghế thường được sử dụng cho khách du lịch ngồi lên cũng có thể gây trầy xước và kích ứng ở lưng, hai bên và thân của voi. Trong các chuyến đi bộ, người điều khiển voi kiểm soát voi bằng móc và có thể sử dụng quá mức, dẫn đến các vết thương đâm thủng. Các phương pháp huấn luyện thông thường bao gồm bị xích, cắt, đâm, đốt và đánh ở mức độ khác nhau. Những người điều khiển voi thiếu kinh nghiệm có nhiều khả năng làm hại thêm voi của họ và đánh chúng để khuất phục. Móc là công cụ phổ biến được sử dụng để kỷ luật và hướng dẫn voi trong các chuyến đi bộ đường dài.

## Du lịch thể thao

"Amazing Thai" – Gian hàng Du lịch Thái Lan tại Hội chợ Du lịch và Lữ hành

Muay Thái là môn thể thao quốc gia của Thái Lan, và một chuyến đi đến một sân vận động để chứng kiến "môn khoa học của tám chi" là một trải nghiệm cần thiết cho nhiều khách du lịch. Học Muay Thái là một hoạt động chính của du lịch thể thao Thái Lan, được chính phủ khuyến khích.
Năm 2016, có 11.219 người Anh, 6.800 người Úc và 5.852 người Pháp đến Thái Lan để học môn võ thuật cổ điển này. Ba mươi tám phần trăm tổng số người đăng ký lớp Muay Thái chọn Phuket làm điểm đến học tập của họ, 28% chọn Bangkok và 16% chọn Surat Thani.

## Tổng cục Du lịch Thái Lan và các sáng kiến
Để khơi dậy sự tăng trưởng của ngành du lịch Thái Lan, Tổng cục Du lịch Thái Lan (TAT) đã bắt đầu một chiến dịch mới cho năm 2015 có tên "2015: Discover Thainess". Thống đốc TAT Thawatchai Arunyik cho biết chiến dịch sẽ kết hợp "12 giá trị" mà nhà lãnh đạo quân đội Thái Lan và Thủ tướng Prayut Chan-o-cha muốn tất cả người Thái thực hành. Các quan chức của TAT dự kiến số lượng khách du lịch sẽ tăng đáng kể nhờ chiến dịch "Discover Thainess". Bà Somrudi Chanchai, Giám đốc Văn phòng TAT Đông Bắc, dự báo lượng khách du lịch đến vùng Isan của bà sẽ tăng lên 27,9 triệu du khách, mang lại doanh thu 65 tỷ baht.

## Vấn đề về an toàn
Thái Lan gặp khó khăn trong việc đảm bảo an toàn cho khách du lịch nước ngoài, vì đã có nhiều vụ giết người xảy ra. Vụ giết người nổi tiếng Koh Tao vào năm 2014 đã khiến hòn đảo này có biệt danh là "Đảo chết".